# イーモラ
イーモラ（伊: Imola）は、イタリアのエミリア＝ロマーニャ州ボローニャ県にある都市であり、人口約69,000人の基礎自治体（コムーネ）。ボローニャに次ぎ、県内第二の人口を持つコムーネでもある。イモラとも表記される。
都市の歴史はローマ時代にさかのぼる。ルネサンス期にはカテリーナ・スフォルツァやチェーザレ・ボルジアがこの地を拠点に活動した。15世紀に建築された大聖堂や要塞は都市の歴史的なランドマークとなっている。イモラ・サーキットは、F1のエミリア・ロマーニャGP(かつてサンマリノGPと呼ばれていた)が行われていることで知られる。

## 名称
標準イタリア語以外では以下の名称を持つ。
- ロマーニャ語: Jômla

## 地理

### 位置・広がり
ボローニャ県東部、サンテルノ川 (Santerno) のほとりに位置する都市である。フォルリの西北西約30km、州都・県都ボローニャの南南東約33km、ラヴェンナの西南西約40kmの距離にある。ロマーニャ地方に含まれる。

#### 隣接コムーネ
隣接するコムーネは以下の通り。括弧内のFEはフェラーラ県、RAはラヴェンナ県所属を示す。
- アルジェンタ (FE)
- バニャーラ・ディ・ロマーニャ (RA)
- ボルゴ・トッシニャーノ
- カザルフィウマネーゼ
- カステル・ボロニェーゼ (RA)
- カステル・グエルフォ・ディ・ボローニャ
- コンセーリチェ (RA)
- ドッツァ
- マッサ・ロンバルダ (RA)
- メディチーナ
- モルダーノ
- リオーロ・テルメ (RA)
- ソラローロ (RA)

### 気候分類・地震分類
イーモラにおけるイタリアの気候分類 (it) および度日は、zona E, 2292 GGである。
また、イタリアの地震リスク階級 (it) では、zona 2 (sismicità media) に分類される。

## 歴史

### 古代
この都市はローマ時代の紀元前82年に建設され、独裁官ルキウス・コルネリウス・スッラに因んで Forum Cornelii と呼ばれた。農業と交易の中心地であり、陶器で知られた。

### 中世
Imola という名前が初めて用いられるのは7世紀である。ランゴバルド人たちはこの地の城砦（現在の Castellaccio. ランゴバルド王クレーフィが築いたとされる）にImola と名付けたのであるが、やがてこれが都市そのものの名前に用いられるようになった。
『ランゴバルド史』を著した8世紀の歴史家パウルス・ディアコヌスによれば、イーモラの地では412年にアタウルフ（西ゴート王）とガッラ・プラキディア（ローマ皇帝テオドシウス1世の娘）の結婚が行われた。ゴート戦争（535年 – 554年）とランゴバルド人の侵入（568年）以後、この地は東ローマ帝国と蛮族が交互に支配を行った。
東ローマ帝国のラヴェンナ総督領を経て、ローマ教皇の支配下に入った。以後数世紀にわたってイーモラは、ラヴェンナ、ファエンツァ、ボローニャといった諸都市と抗争し、また都市内でも Castrimolesi（Castro Imolese 出身者） と Sancassianesi（サンカッシアーノ出身者）の紛争が絶え間なく続いた。こうした抗争の中で、イーモラの共和主義的な都市憲章がつくられた。教皇派と皇帝派の争いにおいて、イーモラはおおむねギベリン（皇帝派）に付いているが、ゲルフ（教皇派）に鞍替えをすることもあった（たとえば1248年）。

### ルネサンス期
1296年、ギベリンのコンドッティエーレ（傭兵隊長）マギナルド・パガーニは、ボローニャの支配下にあったイーモラを占拠した。パガーニは1299年にポデスタ（首長）に選出され、1302年の死までその席にあった。
1334年、ローマ教皇ベネディクトゥス12世は、アリドシ家のリッポ2世 (Lippo II Alidosi) にpontifical vicarの称号とともに、イーモラの都市とその領域の支配権を与えた。アリドシ家の支配は1424年まで続く。
1424年、ミラノの支配者フィリッポ・マリーア・ヴィスコンティに従うコンドッティエーレ（傭兵隊長） Angelo della Pergola が、イーモラの支配権を獲得した。1426年、イーモラは教皇領に戻り、教皇特使（のちに枢機卿となる）ドメニコ・カプラニカのもとで新政権が発足する。 その後イーモラは、ヴィスコンティ家などのさまざまなコンドッティエーレたちの支配下に置かれ、現在も残るいくつかの城砦が築かれている。1434年、1438年、1470年にはスフォルツァ家（1450年にミラノ公となる）に引き渡されている。
1473年、スフォルツァ家のカテリーナ・スフォルツァとジローラモ・リアーリオ（教皇シクストゥス4世の甥）が婚約した際、イーモラは教皇に引き渡され、ジローラモが教皇からイーモラの領主に任命された（なお、教皇のイーモラ政策は、メディチ家と教皇との対立の原因となり、フィレンツェにおけるパッツィ家の陰謀につながった）。カテリーナとジローラモは1477年に結婚する。フォルリとイーモラの領主となったリアーリオ家のもとで、イーモラに豪華な宮殿や芸術作品をもたらすことになった（たとえば大聖堂や、1488年にフォルリで殺害されたジローラモの墓所である）。

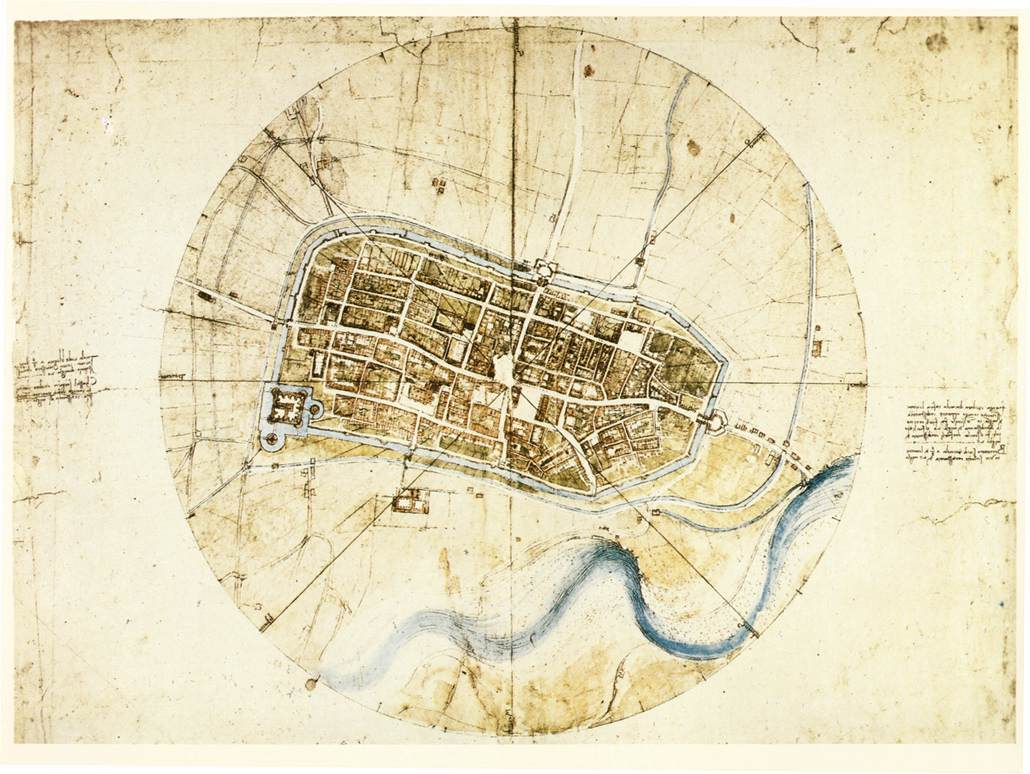
レオナルド・ダ・ヴィンチによるイーモラの都市計画図（1502年）

しかしながらリアーリオ家による支配は短く、ボルジア家出身の教皇アレクサンデル6世は、ジローラモの後継者であるオッタヴィアーノの地位を奪った。女傑として知られるカテリーナ・スフォルツァは抵抗を試みるが、1499年11月25日にイーモラはチェーザレ・ボルジアによって占領された。1502年にロマーニャ公爵に叙せられたチェーザレは、イーモラに本拠を移して要塞建築を計画した。当時チェーザレの軍事技術者であったレオナルド・ダ・ヴィンチは、チェーザレの命令を受けてイーモラの詳細な地図を描いている。
1503年、アレクサンドル6世の死とともにチェーザレ・ボルジアは失脚する。イーモラではガレアッツォ・リアーリオの派閥と教会の派閥が都市の支配を争い、教会派が勝利を収めた。1504年、イーモラは教皇ユリウス2世に寄進され、教皇領の一部となった。

### 近代
1796年6月、フランス共和国軍はイーモラを占領した（フランス革命戦争参照）。フランス軍はいったん撤退するものの、1797年2月に再占領し、チスパダーナ共和国に編入した（のちチザルピーナ共和国に統合）。1799年、イーモラはオーストリアによって占領されるが、1800年にフランスによって奪回され、イーモラは再びチザルピーナ共和国に含まれることとなった。以後、イーモラはロマーニャ地方と歴史を共にすることになる。

## 行政

### 分離集落
イーモラには以下の分離集落（フラツィオーネ）がある。
- Càsola Canina, Chiusura, Fabbrica, Linaro, Piratello, Ponticelli, San Prospero, Sasso Morelli, Sesto Imolese, Zello. Località: Balìa di Sesto Imolese, Cantalupo, Giardino, Montecatone, Selva, Spazzate Sassatelli

## 姉妹都市
- プーラ、クロアチア 2001年
- ジュヌヴィリエ、フランス 2002年
- ヴァインハイム、ドイツ 2003年
- コルチェスター、イギリス 2005年

## 人物

### 著名な出身者
- カルロ・フォルリヴェジ - 現代音楽作曲家